# Gare de Boukadir
La gare de Boukadir, est une gare ferroviaire algérienne  sur le territoire de la commune de Boukadir, dans la wilaya de Chlef.

## Situation ferroviaire
La gare se situe sur la ligne d'Alger à Oran, où elle est précédée de la gare de Oued Sly et suivie de celle de Oued Rhiou.

## Service des voyageurs

### Desserte
La gare de Boukadir est desservie par :
- les trains grandes lignes de la liaison Alger - Oran[1] ;
- les trains régionaux de la liaison Oran - Chlef[2].